# O.G. Original Gangster
Albums de Ice-T
The Iceberg/Freedom of Speech...Just Watch What You Say
(1989) Home Invasion
(1993)
Singles
1. O.G. Original Gangster
Sortie : 1991
2. New Jack Hustler
Sortie : 1991

O.G. Original Gangster est le quatrième album studio de Ice-T, sorti le 14 mai 1991.
L'album s'est classé 9e au Top R&B/Hip-Hop Albums et 15e au Billboard 200 et a été certifié disque d'or par la Recording Industry Association of America (RIAA) le 24 juillet 1991.
Melody Maker l'a classé à la 25e place des « meilleurs albums de 1991 ». Le magazine The Source le fait figurer dans ses « 100 meilleurs albums de rap » et il fait partie des 1001 albums qu'il faut avoir écoutés dans sa vie.
Le groupe Body Count fait un featuring sur le titre éponyme, apportant une touche thrash metal à l'album.

## Liste des titres
| No  | Titre                                                      | Contient un (des) sample(s) de | Durée |
| --- | ---------------------------------------------------------- | --- | ----- |
| 1.  | Home of the Bodybag                                        | Mr. Brownstone des Guns N' Roses Escape-Ism de James Brown Future Shock (Dance Your Pants Off) de Maceo Parker 6 in the Mornin' d'Ice-T                                                | 2:12  |
| 2.  | First Impression                                           | | 0:45  |
| 3.  | Ziplock                                                    | | 1:20  |
| 4.  | Mic Contract (featuring Donald D)                          | Good News de The 5th Dimension Runaway People de Dyke and the Blazers The Penguin de Kool & The Gang Rebel Without a Pause de Public Enemy It's My Thing d'EPMD                        | 4:24  |
| 5.  | Mind over Matter                                           | I Bet You de Funkadelic Mind Power de James Brown Rightstarter (Message to a Black Man) de Public Enemy Say It Loud, I'm Black and I'm Proud de James Brown                            | 4:12  |
| 6.  | New Jack Hustler (featuring DJ Aladdin)                    | Jasper Country Man de Bobbi Humphrey Blues and Pants de James Brown You Can Make It if You Try de Sly & the Family Stone Sister Sanctified de Stanley Turrentine                       | 4:43  |
| 7.  | Ed                                                         | | 1:10  |
| 8.  | Bitches 2 (featuring Charlie Jam)                          | Pride and Vanity des Ohio Players Dr. Funkenstein de Parliament Size Ain't Shit des Geto Boys                                                                                          | 5:24  |
| 9.  | Straight up Nigga                                          | | 3:43  |
| 10. | O.G. Original Gangster                                     | Synthetic Substitution de Melvin Bliss Funky Drummer de James Brown Theme From the Planets de Dexter Wansel Johnny the Fox Meets Jimmy the Weed de Thin Lizzy 6 in the Mornin' d'Ice-T | 4:13  |
| 11. | The House                                                  | | 0:57  |
| 12. | Evil E: What About Sex?                                    | | 0:46  |
| 13. | Fly By (featuring Donald D et Nat the Cat)                 | | 3:29  |
| 14. | Midnight (featuring Randy Mac)                             | Black Sabbath de Black Sabbath When the Levee Breaks de Led Zeppelin 9mm Goes Bang des Boogie Down Productions                                                                         | 5:49  |
| 15. | Fried Chicken                                              | People Say des Meters | 1:00  |
| 16. | M.V.P.S.                                                   | Synthetic Substitution de Melvin Bliss | 4:20  |
| 17. | Lifestyles of the Rich and Infamous (featuring Sean E Mac) | Blow Your Head de Fred Wesley and The J.B.'s Damn Right I'm Somebody de Fred Wesley and The J.B.'s                                                                                     | 3:51  |
| 18. | Body Count (featuring Body Count)                          | | 6:07  |
| 19. | Prepared to Die                                            | | 0:39  |
| 20. | Escape From the Killing Fields                             | | 2:36  |
| 21. | Street Killer (featuring Special K)                        | Voodoo Child (Slight Return) de Jimi Hendrix Escape-Ism de James Brown | 0:41  |
| 22. | Pulse of the Rhyme                                         | Off the Cuff de Freddie Robinson Hot Pants de James Brown | 4:17  |
| 23. | The Tower                                                  | Halloween Theme - Main Title de John Carpenter Bouncy Lady de Pleasure | 3:58  |
| 24. | Ya Shoulda Killed Me Last Year                             | | 1:41  |